# نوردفرایسلند
نوردفرایسلند (به آلمانی: Nordfriesland) یک منطقه روستائی در آلمان است که در شلسویگ-هولشتاین واقع شده‌است.

## خصوصیات
نوردفرایسلند ۱۶۵٬۸۰۰ نفر جمعیت دارد.